# 은의자

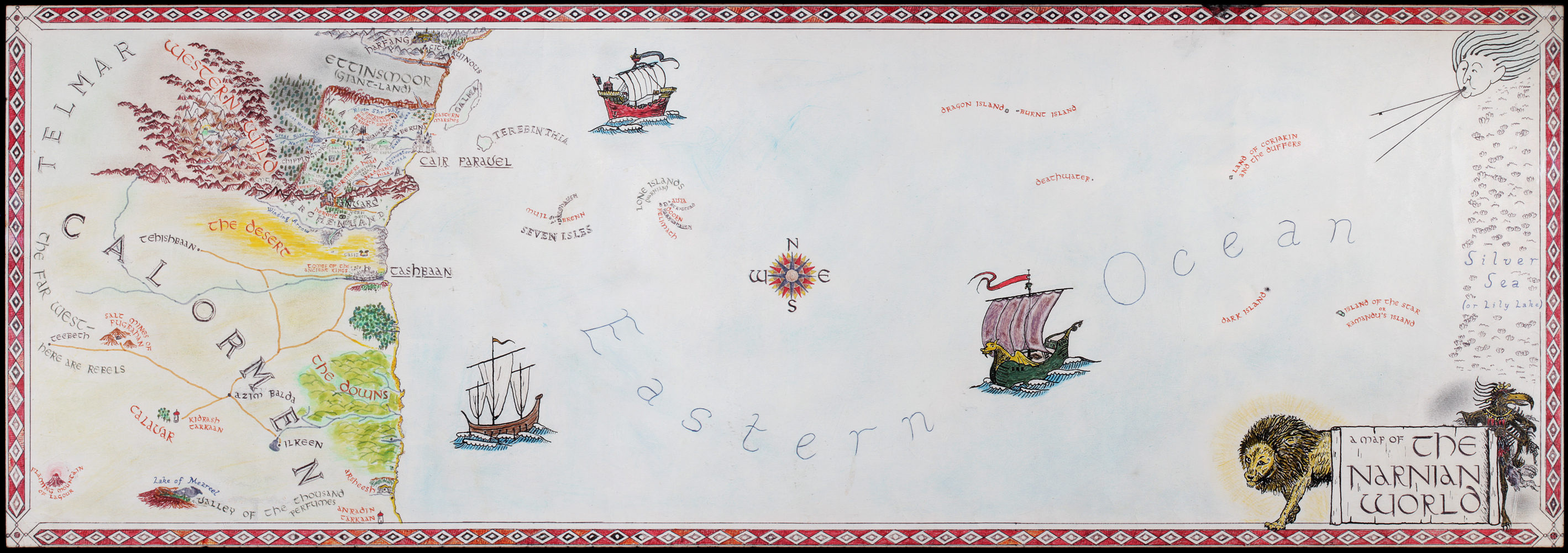

《은의자》(영어: The Silver Chair)는 영국 작가인 C.S.루이스의 《나니아 연대기》 시리즈중 하나이다. 1951년 봄에 완성되었고 1953년에 출판된 나니아 여섯번째 이야기이며, 페번시家의 아이들이 나오지 않는 첫 번째 작품이기도 하다.

## 줄거리
위대한 신 아슬란이 유스터스와 급우인 질 폴을 나니아로 불러들인다. 거기서 그들은 릴리언 왕자를 찾기 위한 네 개의 계시를 받는다. 릴리언 왕자는 왕 캐스피언 10세의 아들로,10년 전에 어머니를 죽인 독사에게 복수하기 위해 어머니가 돌아가신 곳을 매일 찾아가다가 마녀에게 납치되었었다. 유스터스와 질은 마슈위글의 도움을 받아 엄청난 난관을 뚫고, 마녀에게 마법이 걸린 릴리안 왕자를 찾아낸다. 릴리안 왕자는 밤마다 제정신으로 돌아오지만, 은의자에 묶여 마법에서 풀려날 수 없게 되어 있다. 왕자를 밤에 의자에서 풀어 준다면 마법에서 풀려난다. 그러나 일행은 왕자가 낮에 자신이 의자에 묶이면 절대 풀어 주지 말라고 당부한 탓에 릴리안 왕자를 풀어 주지 않으나, 그는 마지막에 아슬란의 이름을 언급하고 그것이 네 번째 계시임을 유스터스, 질, 마슈위글이 눈치챈다. 계시에 따라 그들은 왕자를 풀어 주고 왕자는 마법에서 풀려나 마녀를 물리치고 나니아의 진정한 왕이 된다. 한편 일행이 돌아왔을 때 죽어 있던 캐스피언 10세는 실험 학교에서 괴롭힘을 받는 아이들을 돕기 위해 아슬란에게 도움을 받아 유스터스와 질의 세계로 가고, 성공한다.